# Joseph Leo Seko Abbey
Joseph Leo Seko Abbey (* 15. August 1940 in Sekondi-Takoradi) ist ein ehemaliger ghanaischer Diplomat.

## Werdegang
Die Familie von Joseph Leo Seko Abbey stammt aus Anomabu. Er besuchte die Mfantsipim Senior High School und studierte am Catholic University College of Ghana, an der London School of Economics and Political Science sowie an der Iowa State University. Ebenfalls studierte er Französistik an der Universität Bordeaux. Danach absolvierte er ein Aufbaustudium am St Antony’s College in Oxford sowie einen Kurs der Politikwissenschaft und der Diplomatie.
Im Jahr 1963 erhielt er ein Diplom der Verwaltungswissenschaft und trat in den auswärtigen Dienst. Von 1966 bis 1970 war er Erster Sekretär der Ständigen Vertretung beim UNO-Hauptquartier in New York City. Danach, 1970 bis 1974, war er Direktor der Abteilung der Vereinten Nationen und den internationalen Organisationen im Außenministerien.
Von 1975 bis Januar 1979 war er Chef des Protokolls des Ministeriums für auswärtige Angelegenheiten und von Januar bis Juni 1979 Minister für Finanz- und Wirtschaftsplanung in Ghana. Vom 6. März 1984 bis zum 30. September 1986 war er Hochkommissar (Commonwealth) in Ottawa. Vom 30. September 1986 bis zum 17. Dezember 1990 war er Hochkommissar (Commonwealth) in London.
Am 18. Oktober 1990 wurde ein Agrément erteilt, worauf er vom 17 Dezember, 1990 bis 11. August 1994 in Washington, D.C. als Botschafter akkreditiert war.